# Fritz May
Fritz May (* 26. Oktober 1914 in Osthofen; † 9. September 1993 in Ludwigshafen am Rhein) war ein deutscher Winzer und Politiker (NPD).

## Leben
May besuchte die Volksschulen in Bous und Ottweiler und ab 1924 die Oberrealschule Worms, wo er 1933 das Abitur ablegte. Von 1933 bis 1935 war er bei der Sicherheitspolizei in Darmstadt als Unterwachtmeister beschäftigt. Nach deren Auflösung meldete er sich 1935 zur SS-Verfügungstruppe, aus der später die Waffen-SS entstand.
Vom 1. November 1932 bis zum 16. Oktober 1933 und seit dem 24. September 1935 (Nr. 81090) war er Mitglied der SS. Im Einzelnen wurde er am 1. April 1938 Standartenjunker, am 9. November 1938 Untersturmführer, am 1. Juli 1940 Obersturmführer, am 26. Dezember 1941 Hauptsturmführer und am 30. Januar 1944 Sturmbannführer. 
Nach dem Ende des Zweiten Weltkriegs war er bis 1948 interniert. Danach arbeitete er als Hilfsarbeiter, von 1950 bis 1958 als Angestellter der Weinkellerei Schill in Osthofen und ab 1958 als selbstständiger Winzer.

## Politik
Zum 1. März 1933 trat May der NSDAP bei (Mitgliedsnummer 1.507.543). Von 1952 bis 1956 war er Mitglied der FDP. Er war von 1952 bis 1960 Mitglied einer Freien Liste im Gemeinderat Osthofen. Daneben war er für die FDP zweiter Kreisdeputierter im Kreistag Worms.
1957 trat er der Deutsche Reichspartei bei und war ab 1963 der letzte Landesvorsitzender der Deutsche Reichspartei vor ihrer Auflösung. 1964 gehörte er zu den Mitbegründern der Nationaldemokratischen Partei Deutschlands und war von 1965 bis 1974 Landesvorsitzender der Nationaldemokratischen Partei Rheinland-Pfalz.
Bei der Landtagswahl 1967 wurde er in den sechsten Landtag Rheinland-Pfalz gewählt, dem er bis zum Ende der Wahlperiode 1971 angehörte. Im Landtag war er Gruppensprecher seiner Partei.